# 内田貴
内田 貴（うちだ たかし、1954年2月23日 - ）は、日本の法学者。学位は、法学博士（東京大学・論文博士・1986年）。東京大学名誉教授。早稲田大学特命教授。法務省経済関係民刑基本法整備推進本部参与、民法（債権法）改正検討委員会事務局長。星野英一門下。弟子に新堂明子、吉川吉樹、瀧本哲史など。

## 人物
大阪府出身。民法、英米法を研究対象とし、特に契約法、電子取引法の分野において有名である。『民法I～IV』（東京大学出版会）は従来の体系書の形式ではなく、教科書として執筆されており前から順に読んでいけば民法が理解できるように工夫したとのことである。同じ東大教授であった平井宜雄と論争を繰り広げ平井・内田論争とよばれた。
また、法務省経済関係民刑基本法整備推進本部参与として債権法改正作業に携わり、「民法（債権法）改正検討委員会」の事務局長を務める。2009年3月に同委員会の改正試案の取りまとめと理由書が公表された。
内田は、経済界や世論からの要請に応えて行う立法ではないことを明言して立法事業に取り組んでいたが、かえって実社会の混乱を犠牲に自説の立法化によって歴史に名前を残そうとする「学者の野望」であると受け止められ（初出は経団連経済基盤本部長阿部泰久の発言）、その目的・内容・手法について財界・学会・法曹界から激しい批判を受けることとなった。
これらの批判に対し、内田は世界的にグローバリゼイションが進行する状況で、法の支配を日本の隅々まで行き渡らせることを目的に司法制度改革が進められてきたこと、民法の大改正はその司法制度改革の総括といえるべきものであり絶対にやり遂げなければならないこと、その時期も日本が世界に先駆けて改正することが最も重要であり、このことがひいては日本の発言権を確保するための国家戦略になること、国民一人一人が直接民法の条文を読んで理解できることになることが国民の利益になるなどと反論をしている（ただし、このような考え方の萌芽は後掲『契約の時代 - 日本社会と契約法』で既に明らかにされていた）。
結果として、「改正案がどんどんやせ細っていく」と内田自身が評したように、委員会提案の改正案と比べると小規模な改正となった。

## 学説
出世作は、後掲「抵当権と利用権」で、内容は以下のとおりである。
我妻栄は、抵当権について、交換価値を把握する権利であって、抵当権者は抵当設定者の目的物の利用に干渉する権限を有しないとするドグマから演繹して、改正前民法395条が規定していた短期賃貸借制度の制度趣旨について、抵当権者が把握する交換価値と抵当権設定者の利用権の調和を図るものと解し、経済的弱者を保護するものとして積極的に評価して広く短期賃貸借の成立を認め、また、目的物の利用に干渉する権限を有しない抵当権者は抵当物件を占有する者に対し妨害排除請求権を有しないと解釈していた。
これに対し、内田は、立法者が、抵当権について、単なる交換価値把握権ではなく、むしろ抵当権設定者の利用権を制限するものであるとの見解をとっていたこと、および、短期賃貸借についても、短期賃貸借であれば抵当権者を害しない「管理行為」であるがゆえに抵当権設定者がなしえるのにすぎないとの見解をとっていたことを明らかにした。この見解によれば、短期賃貸借が成立する範囲を必ずしも広く解釈する必要はなく、また、抵当権者に妨害排除請求権を認めない理由もないことになる。
当時、短期賃貸借の制度は、暴力団や占有屋が目的物を占有し、高収益を得る手段として利用されるようになり、その濫用の弊害が指摘されていたことから内田の見解は高い評価を受けた。判例は、当初抵当権者の妨害排除請求権を否定していたが、1999年にいたって、その法律構成はともかく、結論としては妨害排除請求権を認める見解に転じた。また、2004年の民法改正によって短期賃貸借制度は廃止され、抵当権者の同意を得るか、明渡猶予の期間の範囲内で保護されるにすぎないこととなった。
また、内田は、星野の「日本における契約法の変遷」『民法論集6巻』に触発されつつ、これを更に深化させた。すなわち、関係的契約理論の立場から、意思主義と単発的な契約をモデルにした古典的契約観に基づく法律を継受した我が国には、それとは別個の同胞に対する同情と共感に満ちた日本的契約観に基づく生ける法があり、それは信義則の適用という形で判例や特別法に表れているとし、古典的な契約法の死と日本固有の契約法の再生を説いた。
しかしながら、その後10年の間に規制緩和に基づく国際的な法統一の動きなどによって世界の状況は一変し、内田の予想に反して、むしろ古典的な契約法が日本社会を隅々まで席巻するような状況になったが、内田は、これに対し、日本固有の契約法が実は世界的に普遍的なものであるとのメッセージを発してアンチテーゼを提出すべきだと主張するに至った。

## 経歴
- 1972年 東京都立小山台高等学校卒業
- 1976年 東京大学法学部卒業、同助手
- 1992年 東京大学法学部教授
- 1995年 - 2003年 法務省司法試験考査委員（民法）
- 2004年 東京大学大学院法学政治学研究科教授
- 2007年09月 東京大学退職
- 2007年10月 法務事務官（法務省民事局総務課法務専門職）採用、法務省民事局参事官・経済関係民刑基本法整備推進本部参与、民法（債権法）改正検討委員会事務局長
- 2014年7月31日 退官
- 2014年8月1日 法務省民事局参事官室調査員、法務省経済関係民刑基本法整備推進本部参与、自営民法学者（書籍執筆、講演等）[14]
- 2014年 東京大学名誉教授[15]、9月1日より弁護士登録（東京弁護士会、森・濱田松本法律事務所）
- 2015年 早稲田大学 特命教授

## 著作
- 『抵当権と利用権』（有斐閣、1983年）
- 『契約の再生』（弘文堂、1990年）
- 『民法I - 総則・物権総論』（東京大学出版会、1994年、第4版2008年）
- 『民法III - 債権総論・担保物権』（東京大学出版会、1996年、第4版2020年）
- 『民法II - 債権各論』（東京大学出版会、1997年、第3版2011年）
- 『契約の時代 - 日本社会と契約法』（岩波書店、2000年）
- 『民法IV - 親族・相続』（東京大学出版会、2002年、補訂版2004年）

## 門下生
- 新堂明子 - 法政大学法科大学院教授
- 吉川吉樹 - 元北海道大学大学院法学研究科准教授
- 瀧本哲史 - エンジェル投資家、経営コンサルタント。京都大学産官学連携本部イノベーションマネジメントサイエンス研究部門客員准教授、株式会社オトバンク取締役。